# Магия
Магия (от лат. magia – обреди, ритуали) е употребата на ритуали, символи, действия, жестове и думи с цел използване на свръхестествени сили.
Вярата в магията и нейното практикуване съществуват от зората на човечеството и продължават понастоящем да играят важна духовна, религиозна и медицинска роля в много култури.
Магията е една от окултните науки, редом с астрологията, теургията, кабалата и херметизмът, чрез които човек постига разширяване на съзнанието.